# Flavoparmelia subamplexa
Flavoparmelia subamplexa är en lavart som först beskrevs av Hale, och fick sitt nu gällande namn av Hale. Flavoparmelia subamplexa ingår i släktet Flavoparmelia och familjen Parmeliaceae.   Inga underarter finns listade i Catalogue of Life.